# Pendoggett
Pendoggett – wieś w Anglii, w Kornwalii. Leży 74 km na północny wschód od miasta Penzance i 343 km na zachód od Londynu. Miejscowość liczy 175 mieszkańców.